# Julia Jacklin
Julia Jacklin, née le 30 août 1990 dans les Montagnes Bleues (Australie), est une chanteuse et compositrice australienne.

## Biographie
Julia Jacklin est née de parents instituteurs. Fan de Britney Spears, elle prend les leçons de chant à 10 ans et joint un groupe au lycée reprenant les tubes d'Avril Lavigne et Evanescence. Elle étudie les sciences politiques à l'Université de Sydney puis travaille dans une usine fabriquant des huiles essentielles à Glebe, tout en vivant dans un garage. 
Elle devient connue grâce à ses deux premiers singles Pool Party et Coming of Age. Elle fait alors des tournées en Europe, aux États-Unis et en Australie et participe à plusieurs festivals musicaux (End of the Road Festival, Electric Picnic et South by Southwest).

## Style musical
Julia Jacklin se dit influencée par Doris Day, The Andrews Sisters, Björk, Fiona Apple, Leonard Cohen et Billy Bragg,.

## Concerts
Julia Jacklin a interprété l'un de ses derniers titres, «Too In Love To Die », en live, au bord du Bassin de la Villette, à Paris 19, début novembre 2022.
L'artiste australienne s'est également produite sur la scène du café de la danse, le 13 novembre 2022.

## Visuel
La chanteuse dit s'inspirer du photographe suédois Lars Tunbjörk pour ses vidéos.

## Discographie

### Albums studio
- 2016 : Don't Let The Kids Win[6]
- 2019 : Crushing[7]
- 2022 : Pre Pleasure